# Karl Moritz Schumann

Karl Moritz Schumann an seinem Arbeitstisch

Karl Moritz Schumann (* 17. Juni 1851 in Görlitz; † 22. März 1904 in Berlin) war ein deutscher Botaniker. Sein offizielles botanisches Autorenkürzel lautet „K.Schum.“

## Leben und Wirken
Karl Moritz Schumann besuchte bis 1869 das Realgymnasium in Görlitz. Anschließend studierte er in Berlin, München und Breslau, wo er sich zunächst mit Chemie beschäftigte, sich später jedoch der Botanik zuwandte. Am 19. Juli 1873 wurde er mit der Arbeit Dickenwachsthum und Cambium an der Universität Breslau promoviert. Von 1872 bis 1876 war Schumann dort als Assistent von Heinrich Göppert tätig. Im November 1875 bestand Schumann das preußische Staatsexamen und unterrichtete von 1876 an acht Jahre lang am Realgymnasium „Zum heiligen Geist“ in Breslau. Im Sommer 1884 wurde er von August Wilhelm Eichler als Kustos am Botanischen Museum Berlin angestellt. Im Juni 1892 wurde er zum Professor berufen und erhielt im Frühjahr 1893 das Recht, Vorlesungen über Botanik an der Universität Berlin abzuhalten.
1890 wurde Schumann zum Mitglied der Sektion Biologie der Leopoldina gewählt. Im Dezember 1892 wurde er Vorsitzender der neu gegründeten Gesellschaft der Kakteenfreunde, die 1898 in Deutsche Kakteen-Gesellschaft umbenannt wurde. Dieses Amt hatte er, mit einer kurzen Unterbrechung 1897, bis zu seinem Tode inne. Er starb im Alter von 52 Jahren an den Folgen einer Blasenoperation.

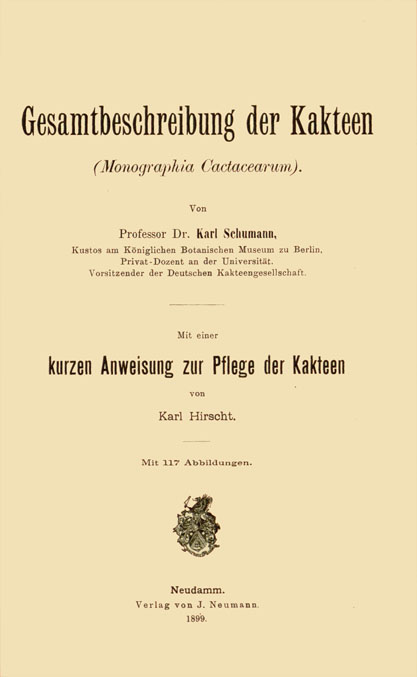
Titelseite von Schumanns Gesamtbeschreibung der Kakteen

Schumanns wichtigstes Werk war die 1899 erschienene Gesamtbeschreibung der Kakteen (Monographia Cactacearum), die erste umfassende Darstellung zu diesem Thema. Darin wurden die damals bekannten 670 Arten von Kakteen in 21 Gattungen zusammengefasst. Auf Schumann geht die heute noch gültige Gliederung der Kakteen in die Unterfamilien Pereskioideae, Opuntioideae und Ceroideae (letztere heute Cactoideae) zurück. Gemeinsam mit Ernst Friedrich Gilg gab er das Werk Das Pflanzenreich heraus.
Karl Moritz Schumann wirkte mit an Die natürlichen Pflanzenfamilien von Adolf Engler und Carl Prantl und an der Flora Brasiliensis von Martius. Außerdem gab er von 1900 bis 1904 die ersten Hefte des Sammelwerkes Blühende Kakteen heraus und verfasste das Lehrbuch Praktikum für morphologische und systematische Botanik (1904).
Schumann war seit September 1891 Herausgeber der Monatsschrift für Kakteenkunde und von 1891 bis 1902 Mitherausgeber des Atlas der offizinellen Pflanzen.

## Ehrungen
Die Deutsche Kakteen-Gesellschaft gibt seit 1994 die Zeitschrift Schumannia heraus. Außerdem stiftet sie seit 1995 jährlich den Karl-Schumann-Preis für wissenschaftliche Arbeiten auf dem Gebiet der Sukkulentenkunde.
Nach Schumann wurden die Pflanzengattungen Schumannia Kuntze aus der Familie der Doldenblütler (Apiaceae), Neoschumannia Schltr. aus der Familie der Hundsgiftgewächse (Apocynaceae), Schumannianthus Gagnep. aus der Familie der Pfeilwurzgewächse (Marantaceae) sowie Schumanniophyton Harms aus der Familie der Rötegewächse (Rubiaceae) benannt. Außerdem sind einzelne Pflanzenarten wie der Palmfarn Cycas schumanniana oder Mammillaria schumannii, Cyperus karlschumannii und Notocactus schumannianus nach ihm benannt.

## Schriften (Auswahl)
- Die Ameisenpflanzen. Verlagsanst. und Dr. A.-G., Hamburg 1889 (Digitalisat)
- Neue Untersuchungen über den Blüthenanschluss. W. Engelmann, Leipzig 1890 (doi:10.5962/bhl.title.116350).
- Lehrbuch der systematischen Botanik Phytopaläontologie und Phytogeographie. Ferdinand Enke, Stuttgart 1894 (Digitalisat)
- Das Pflanzenreich. (= Hausschatz des Wissens Abteilung 5, Band 7) J. Neumann, Neudamm 1896 (Digitalisat) – mit Ernst Gilg.
- Die Flora der deutschen Schutzgebiete in der Südsee. Gebrüder Borntraeger, Leipzig 1901 (doi:10.5962/bhl.title.717) – mit Karl Lauterbach.
- Praktikum für morphologische und systematische Botanik. Hilfsbuch bei praktischen Übungen und Anleitung zu selbständigen Studien in der Morphologie und Systematik der Pflanzenwelt. Gustav Fischer, Jena 1904.
- Nachträge zur Flora der deutschen Schutzgebiete in der Südsee. Gebrüder Borntraeger, Leipzig 1905 (doi:10.5962/bhl.title.710) – mit Karl Lauterbach.

## Nachweise